# Emilio Pino Patiño
Emilio Pino Patiño, (1883 Potes (provincia de Santander)- 25 de noviembre de 1945 en Santander) fue un político montañés, alcalde de Santander y procurador en Cortes.

## Alcalde
El 27 de agosto de 1937 fue nombrado alcalde de Santander, dos días después de que su predecesor, Cipriano González, emigrara con los principales jefes del Frente Popular. Desempeñó el cargo hasta que en el año 1944 fue destituido, pasando a ocupar su puesto Alberto Abascal Ruiz.
Durante su mandato, se produjo una de las catástrofes más devastadoras que ha sufrido la ciudad de Santander: el Incendio de 1941.
Lideró la reconstrucción de la ciudad y en la actualidad existe una calle con su nombre.

## Parlamentario
En la I Legislatura de las Cortes Españolas (1943-1946), corresponde a su alcalde el cargo de procurador en Cortes (Administración Local), nato por tratarse de un alcaldes de capitales de provincia y de Ceuta y Melilla.
Causa baja el 15 de abril de 1944.
| Predecesor: Cipriano González | Alcalde de Santander 1937 - 1944 | Sucesor: Alberto Abascal Ruiz |